# Shi Qiang pan

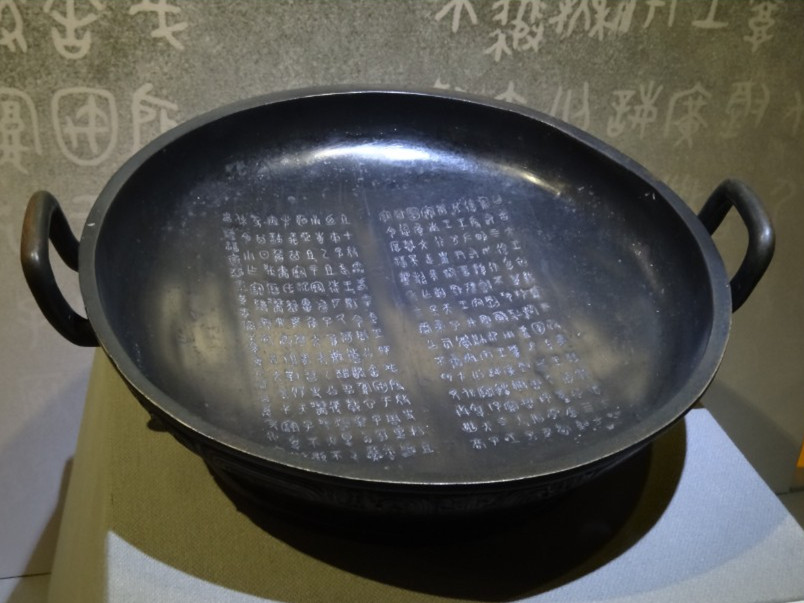
Shi Qiang Pan

Shi Qiang Pan, Pan skryby Qianga (chiń. trad. 史墻盤; pinyin Shǐ Qiáng pán; można też przetłumaczyć jako „misa kronikarza Qianga”), czasem zwany Qiang Pan (墻盤) – starożytne chińskie naczynie rytualne typu pan. Pochodzi z końca X wieku p.n.e., zawiera inskrypcję, która opisywana jest jako pierwsza chińska próba świadomego tworzenia historii.
Jest to niska i okrągła misa z dwoma uchwytami, o średnicy 47,3 cm, wysoka na 16,2 cm, a głęboka na 8,6 cm. Jest elegancko zdobiona wzorami geometrycznymi naśladującymi pioruny i chmury, a także maską taotie; w 2002 roku została uznana za jeden z sześćdziesięciu czterech zabytków kultury, których nie wolno wywozić poza granice Chin. Znajduje się w muzeum dynastii Zhou w Fufeng.

## Historia
Pan skryby Qianga odlano przed rokiem 900 p.n.e. w czasach panowania króla Gonga z dynastii Zhou (pan. 917/15 do ok. 900 p.n.e.) dla członka klanu Wēi (𢼸; współcześnie zapisywane 微), który nazywał się Qiáng (墻). Prawdopodobnie około 150 lat później, ród Wei został zmuszony do migracji, gdy na skutek inwazji z zachodu, polityczno-ekonomiczne centrum państwa Zhou przesunęło się na wschód. Stanowiące rodowy skarb 103 naczynia należące do pięciu pokoleń rodziny Wei zostały ukryte w starannie przygotowanym wykopie szerokim na metr i długim na dwa. Wszystkie naczynia, dokładnie upakowane, zostały przysypane popiołem dla zabezpieczenia. W czterech rogach wykopu stały cztery dzbany hu; między nimi ułożono pozostałe naczynia, w trzech warstwach, dzwony w rządkach, mniejsze schowano do większych. Najstarsze trzy brązy należały do człowieka imieniem Zhe: są kanciaste i zdobione maskami taotie. Kolejne naczynia, o bardziej okrągłych kształtach, zdobione wzorem ptaków, należały do niejakiego Fenga (wśród nich znajduje się omawiany pan). W późniejszych przedmiotach, których właścicielem był Wei Bo Xin, można zaobserwować wyraźną zmianę typu naczyń i dekoracji: shangowskie formy jak fangyi, jia, gu zanikły, naczynia na wino typu you i zun ustąpiły miejsca dzbanom hu.
Skarb odnaleźli przypadkowo rolnicy 15 grudnia 1975 rok w Fufeng, Baoji, prowincja Shaanxi. 74 ze 103 naczyń miało napisy, a jedno z nich – długą inskrypcję głoszącą chwałę rodu królewskiego (a także rodziny Wei).

## Napis

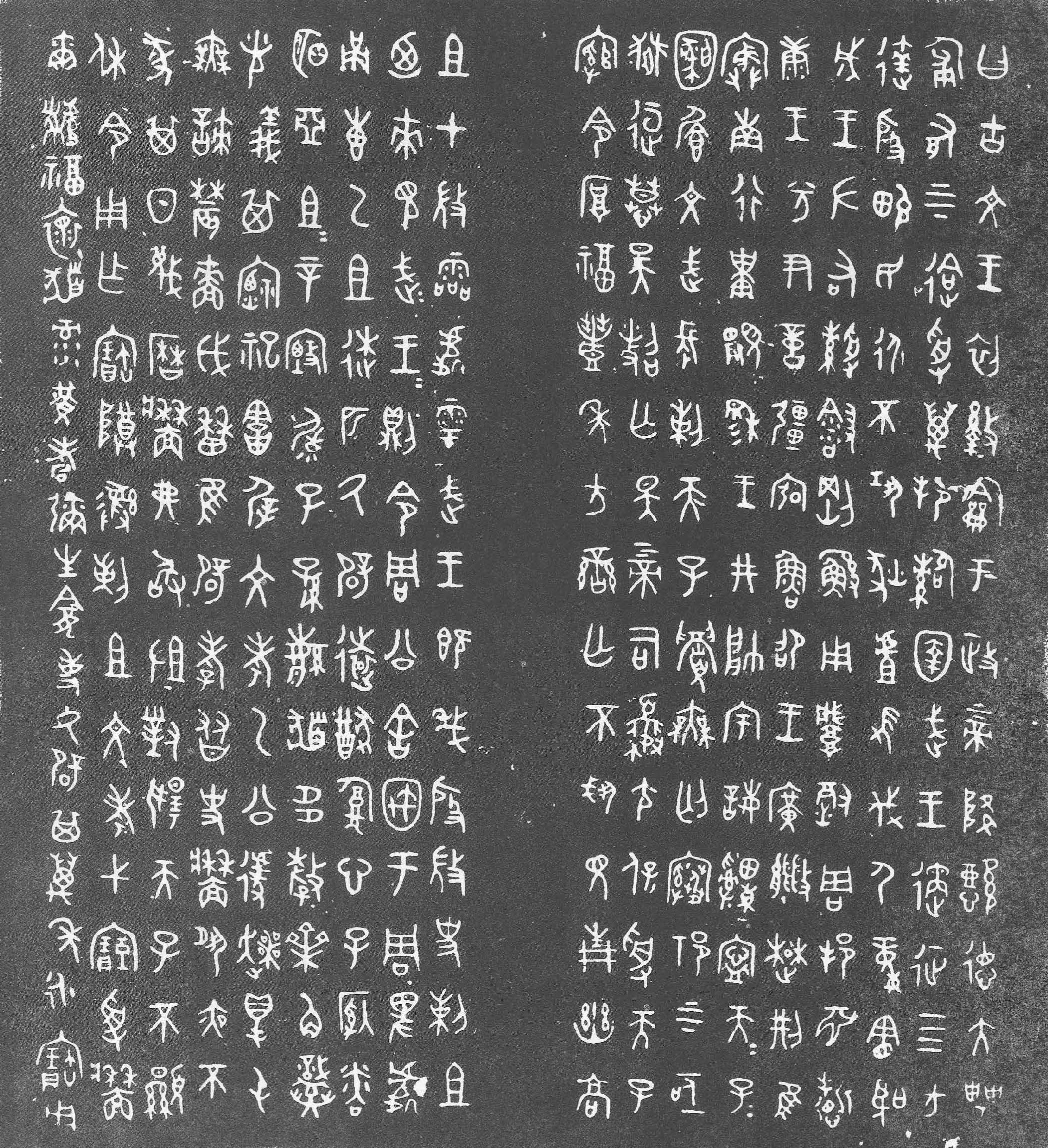
Odbitka napisu w Shi Qiang pan

We wnętrzu naczynia znajduje się inskrypcja składająca się z 284 znaków pisma; ze względu na styl jest to jeden z trudniejszych tekstów z epoki Zhou. Wychwala ona wcześniejszych i ówczesnych władców Zhou, ich cnoty i czyny, a następnie opowiada historię rodziny ofiarodawcy, kończąc na nim samym – pełnym nabożności synowskiej pisarzu Qiangu. Różni się tym od wszystkich poprzednich inskrypcji, które notują jedynie bieżące wydarzenia, podczas gdy napis na misie pan streszcza historię panującej dynastii.
Inskrypcja opisuje, jak król Wen „połączył dziesięć tysięcy krajów”, król Wu „prowadził kampanie w czterech kierunkach świata”, król Zhao „ujarzmił państwa Chu i Jing”. Cały napis chwali zalety i osiągnięcia pierwszych siedmiu królów dynastii Zhou. Mniej więcej w połowie tekstu zaczyna on opisywać dzieje rodu właściciela naczynia, od czasu, gdy jego znamienity przodek przeniósł się z pierwotnego kraju Zhou na zachodzie, na wschód, w czasach podboju państwa Shang przez Zhou. Wspomina też o słuszności składanych ofiar przez dziadka Qianga i sukcesach w uprawie roli jego ojca. Dokładne tłumaczenie angielskie z notami leksykograficznymi znajduje się w pracy Shaughnessy’ego z 1991 roku.
Interesujący jest też fakt, że napis jako jedyny we środkowym okresie Zhou wymienia razem „królów Wena i Wu” – połączenie tych dwóch, uznanych za idealnych, władców było bardzo powszechne w późniejszej literaturze, ale nie we wczesnej erze Zhou. Inny fragment, fałszywy faktograficznie, pokazuje „wybiórcze tworzenie historii” – król Zhao, który wedle inskrypcji podbił Chu i Jing, w rzeczywistości poniósł klęskę i sam zginął podczas próby inwazji. Jednak naczynie sporządzone dwa pokolenia później, należące do znamienitego rodu i przeznaczone do wystawiania na poczesnym miejscu, głosiło chwałę dynastii, nie prawdę historyczną.